# Alskogs distrikt
Alskogs distrikt är ett distrikt i Gotlands kommun och Gotlands län. 
Distriktet ligger på östra delen av Gotland.

## Tidigare administrativ tillhörighet

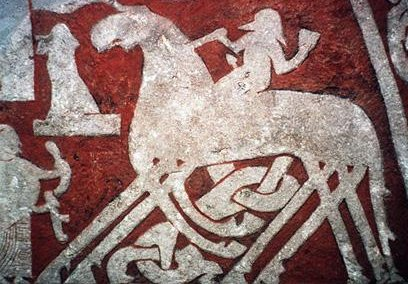
Detalj av Tjängvidestenen som hittades i distriktet.

Distriktet inrättades 2016 och utgörs av socknen Alskog.
Området motsvarar den omfattning Alskogs församling hade vid årsskiftet 1999/2000.